# The Camera's Testimony
The Camera's Testimony è un cortometraggio muto del 1913 diretto da Wilbert Melville.

## Produzione
Il film fu prodotto da Siegmund Lubin per la Lubin Manufacturing Company.

## Distribuzione
Distribuito dalla General Film Company negli USA e dalla J.F. Brockliss nel Regno Unito, il film uscì nelle sale cinematografiche statunitensi il 7 agosto 1913.